# 안산해양중학교
안산해양중학교(安山海洋中學校)는 대한민국 경기도 안산시 상록구 사동에 있는 공립 중학교이다.

## 학교 연혁
- 2006년 1월 : 교사 준공 (교실, 특별실, 관리실)
- 2006년 3월 1일 : 초대 김승곤 교장 취임
- 2006년 3월 2일 : 제1회 입학식 384명(10학급) 입학
- 2006년 3월 2일 : 2학년 144명 (4학급) 편입학
- 2006년 3월 2일 : 3학년 67명 (2학급) 편입학
- 2007년 2월 13일 : 제1회 졸업식 68명 (2학급) 졸업
- 2014년 3월 1일 : 특수학급 신설(1학급)
- 2023년 3월 1일 : 제7대 김영배 교장 부임
- 2024년 1월 19일 : 제18회 졸업식 188명(7학급) 졸업
- 2024년 3월 4일 : 제19회 입학식 185명(6학급) 입학

## 참고 자료
- 안산해양중학교 - 한국교육학술정보원 학교알리미